# Niedźwiedź (powiat Limanowski)
Niedźwiedź is een dorp in het Poolse woiwodschap Klein-Polen, in het district Limanowski. De plaats maakt deel uit van de gemeente Niedźwiedź en telt 1400 inwoners.